# Rajella
Rajella – rodzaj ryb chrzęstnoszkieletowych z rodziny rajowatych (Rajidae).

## Rozmieszczenie geograficzne
Do rodzaju należą gatunki występujące w wodach oceanów – Atlantyckiego, Indyjskiego i Spokojnego.

## Morfologia
Długość ciała do 125 cm; masa ciała (największa opublikowana) do 11,2 kg.

## Systematyka
Rodzaj zdefiniował w 1970 roku niemiecki ichtiolog Matthias Stehmann w artykule poświęconym porównawczym badaniom morfologicznym i anatomicznym w celu reorganizacji systematyki rajowatych z północno-wschodniej części Oceanu Atlantyckiego, opublikowanym w czasopiśmie Archiv für Fischereiwissenschaft. Gatunkiem typowym jest (oryginalne oznaczenie) raja listnik (R. fyllae).

### Etymologia
Rajella: rodzaj Raja Linnaeus, 1758; łac. przyrostek zdrabniający -ella.

### Podział systematyczny
Do rodzaju należą następujące gatunki:
- Rajella annandalei (Weber, 1913)
- Rajella barnardi (Norman, 1935)
- Rajella bathyphila (Holt & Byrne, 1908)
- Rajella bigelowi (Stehmann, 1978)
- Rajella caudaspinosa (von Bonde & Swart, 1923)
- Rajella challengeri Last & Stehmann, 2008
- Rajella dissimilis (Hulley, 1970)
- Rajella eisenhardti Long & McCosker, 1999
- Rajella fuliginea (Bigelow & Schroeder, 1954)
- Rajella fyllae (Lütken, 1887) – raja listnik[5]
- Rajella kukujevi (Dolganov, 1985)
- Rajella leopardus (von Bonde & Swart, 1923)
- Rajella lintea (Fries, 1838) – raja głębinowa[5]
- Rajella nigerrima (de Buen, 1960)
- Rajella paucispinosa Weigmann, Stehmann & Thiel, 2014
- Rajella purpuriventralis (Bigelow & Schroeder, 1962)
- Rajella ravidula (Hulley, 1970)
- Rajella sadowskii (Krefft & Stehmann, 1974)